# Římskokatolická farnost Mrákotín
Římskokatolická farnost Mrákotín je územní společenství římských katolíků v rámci telčského děkanství brněnské diecéze s farním kostelem svatého Jiljí.
Území farnosti zahrnuje městys Mrákotín (včetně místních částí Dobrá Voda a Praskolesy), obce Borovná, Hostětice (včetně místní části Částkovice), Lhotka a Řásná a vesnice Sumrakov a Světlá, které jsou obě součástí obce Studená.

## Historie farnosti
První písemná zmínka o obci pochází z roku 1385, farní kostel je připomínán roku 1398. Původní gotická podoba objektu zanikla při klasicistní přestavbě v letech 1806–1807.

## Duchovní správci
Administrátorem excurrendo byl od srpna 2011 do července 2024 Josef Maincl z telčské farnosti. V srpna 2024 se jím stal Martin Hönig ze studenské farnosti.

## Bohoslužby
| Kostel      | Místo      | Bohoslužba (den) | Hodina     | Poznámka        |
| ----------- | ---------- | ---------------- | ---------- | --------------- |
| sv. Jiljí   | Mrákotín   | neděle čtvrtek   | 8:00 18:30 | farní kostel    |
| sv. Jáchyma | Dobrá Voda |                  |            | filiální kostel |

## Aktivity ve farnosti
Na faru do Mrákotína pravidelně jezdí mládež z Salesiánského hnutí mládeže (Klub Telč), pořádají se zde víkendové či týdenní chaloupky nebo školení vedoucích spojené s exerciciemi. Soustředění zde mívá soustředění telčský pěvecký sbor Santini či jeho mladší část – Srdíčko. Jezdívají sem rodiny s dětmi, na farní zahradě se konají dětské dny pro děti z vesnice a okolí.